# Kenan Güngör

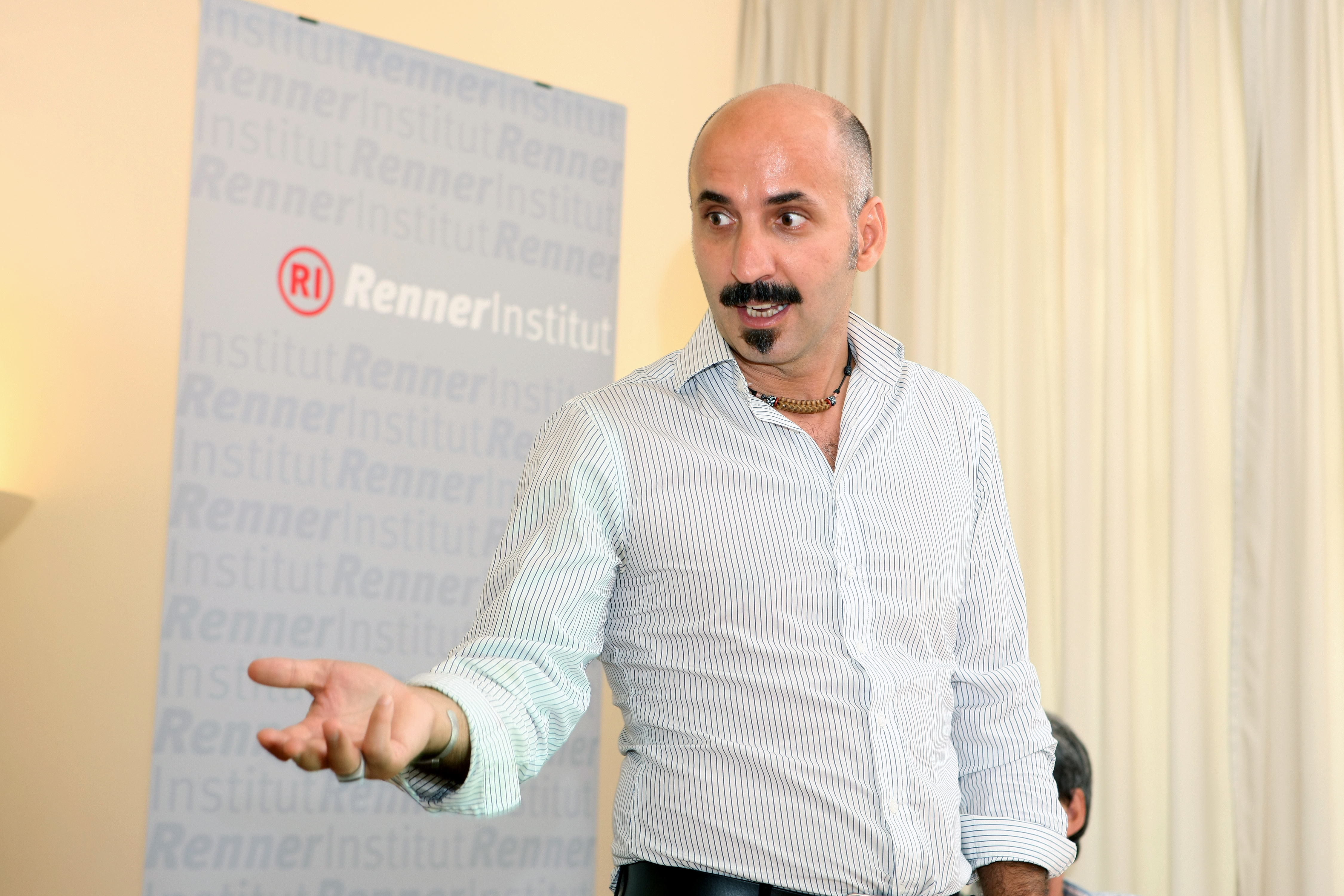
Kenan Güngör (2011)

Kenan Güngör (* 1969 in Tunceli, Türkei) ist ein deutscher Soziologe und Politikberater. Er ist seit 2007 in Österreich tätig und Inhaber des sozialwissenschaftlichen Beratungs- und Forschungsbüros think.difference in Wien.

## Leben
Güngör lebte zunächst im kurdisch geprägten Teil der Türkei. Im Alter von sieben Jahren zog er als Sohn von Gastarbeitern nach Köln. Dort absolvierte er die Ausbildung zum Industriekaufmann und studierte Soziologie an der Universität Wuppertal. Von 1998 bis 2000 arbeitete er als wissenschaftlicher Mitarbeiter im Zentrum für Türkeistudien in Essen. Im Jahr 2000 ging Güngör nach Basel, wo er ein Forschungsbüro für Angewandte Sozialforschung und Entwicklung betrieb. Seit 2007 lebt Güngör in Wien und leitet das Forschungsbüro think.difference.

## Tätigkeitsfelder
Güngörs inhaltliche Schwerpunkte sind Gesellschaftlicher Wandel, Integration, Partizipation, Diversity, Organisationsentwicklung, Stadtsoziologie, Jugend, Bildung, Identität, Konflikt- und Gewaltanalyse und Radikalisierung. Er berät staatliche und nicht-staatliche Organisationen, ist Vortragender, leitet größere Programme und Strategieprozesse und führt sozialwissenschaftliche Studien durch. So entwickelte er unter Einbindung aller relevanten Akteure und Institutionen die Integrationsleitbilder der österreichischen Bundesländer Vorarlberg, Oberösterreich und Tirol sowie die der Städte Dornbirn, Amstetten und Wil SG. Er war von 2007 bis 2011 strategischer Berater und Begleiter der Stadt Wien bei der Entwicklung eines integrationsorientierten Diversitätsmanagements. Güngör ist außerdem Mitglied des unabhängigen Expertenrates der österreichischen Bundesregierung, der den jährlich erscheinenden Integrationsbericht herausgibt.
Für die Stadt Wien leitete er das „Expert_Forum“ für Deradikalisierung und Prävention.

## Studien
2016 führte er im Auftrag der Stadt Wien eine Studie durch, die Identitäten, Lebenslagen und abwertende Einstellungen von Jugendlichen in Wiener Jugendzentren behandelt. In Kooperation mit dem SORA-Institut leitete er 2019 eine Studie  zu den religiös-kulturell begründeten Herausforderungen in öffentlichen Schulen unter besonderer Berücksichtigung des Islams und pauschalisierenden Abwertungen. Beide Studien fanden starke politische wie auch mediale Rezeption.
Des Weiteren leitete er eine Studie zum Integrationspotenzial islamischer Privatschulen wie auch eine Studie zu den religiös-kulturell begründeten Herausforderungen in öffentlichen Schulen für das Bildungsministerium. Diese sollen 2020 veröffentlicht werden.

## Privates
Güngör ist mit einer kurdischen Ökonomin verheiratet und Vater zweier Kinder. Er wurde alevitisch erzogen.